# Костинський Олександр Мойшевич
Костинський Олександр Мойшевич  (*19 січня 1946, Київ) — український і німецький поет, прозаїк, сценарист, ілюстратор.

## Біографічні відомості
Закінчив історичний факультет Київського державного університету ім. Т. Г. Шевченка (1975). Працював на «Київнаукфільмі».
З 1970 року почав писати та видавати книги, в основному — для дітей. 
Був членом Спілки кінематографістів України.
Емігрував 1992 р. до Німеччини.

## Фільмографія
Автор сценаріїв мультфільмів:
- «Казка про білу крижинку» (1974)
- «Так тримати!»
- «Казки про машини» (1975)
- «Хто в лісі хазяїн?»
- «Казка про Івана, пана і злиднів» (1977)
- «Хто отримає ананас?»
- «Контакт» (1978)
- «Полювання» (1979, у співавт. з Е. Назаровим)
- «Ніч народження» (1979)
- «І сестра їх Либідь» (1981, у співавт. з В. Коротичем)
- «Три Івани» (1982, у співавт.)
- «Жили собі думки» (1983)
- «По дорозі з хмарами» (1984)
- «Подарунок для слона» (1984)
- «Скарб» (1985)
- «Морозики-морози» (1986)
- «Му-Му» (1987)
- «Як козаки інопланетян зустрічали» (1987, у співавт.) та ін.

## Книги
((рос.))
- «Тигрёнок, который говорил „Р-Р-Р“, и его друзья» (1979)
- «Если бы я был Слоном» (1981)
- «Домашний адрес» (1986)
- «День первого снега» (1989)
- «Дядюшка Свирид, Барбарисские острова и Белый чайник» (1989)
- «Невидимое дерево» (1989)
- «Страна Счастья» (1995)
- «Шляпа лавочника Эфраима» (1998)
- «Моё Еврейское Счастье» (2001)
- «Продавец звёзд» (2003)
- «Всё будет хорошо» (2005)
- «Прекрасная собачья жизнь» (2006)